# Turku Trojans 2023
Questa voce raccoglie le informazioni riguardanti i Turku Trojans nelle competizioni ufficiali della stagione 2023.

## Maschile

### II-divisioona 2023

#### Stagione regolare
| Kuusankoski 27 maggio 2023, ore 14:00 1ª giornata | Kuusankoski Cowboys | 29 – 6 (6-0 10-6 0-0 13-0) referto | Turku Trojans | Kuusaan pallokenttä |

| Hyvinkää 11 giugno 2023, ore 13:00 3ª giornata | Hyvinkää Falcons | 6 – 33 (6-7 0-13 0-13 0-0) referto | Turku Trojans | Urheilupuisto |

| Turku 2 luglio 2023, ore 12:00 5ª giornata | Turku Trojans | 14 – 45 (7-14 0-14 0-0 7-17) referto | East City Giants | Turun Urheilupuiston yläkenttä |

| Turku 9 luglio 2023, ore 12:00 6ª giornata | Turku Trojans | 12 – 14 (6-14 0-0 6-0 0-0) referto | Kuusankoski Cowboys | Turun Urheilupuiston yläkenttä |

| Turku 23 luglio 2023, ore 16:30 8ª giornata | Turku Trojans | 49 – 0 (6-0 21-0 8-0 14-0) referto | Hyvinkää Falcons | Turun Urheilupuiston yläkenttä |

| Myllypuro 6 agosto 2023, ore 14:00 10ª giornata | East City Giants | 43 – 8 (14-0 6-0 14-8 9-0) referto | Turku Trojans |  |

### Statistiche di squadra
| Competizione      | %Vittorie | In casa | In casa | In casa | In casa | In casa | In casa | In trasferta | In trasferta | In trasferta | In trasferta | In trasferta | In trasferta | Totale | Totale | Totale | Totale | Totale | Totale |
| Competizione      | %Vittorie | G       | V       | N       | P       | Pf      | Ps      | G            | V            | N            | P            | Pf           | Ps           | G      | V      | N      | P      | Pf     | Ps     |
| ----------------- | --------- | ------- | ------- | ------- | ------- | ------- | ------- | ------------ | ------------ | ------------ | ------------ | ------------ | ------------ | ------ | ------ | ------ | ------ | ------ | ------ |
| Stagione regolare | .333      | 3       | 1       | 0       | 2       | 75      | 59      | 3            | 1            | 0            | 2            | 47           | 78           | 6      | 2      | 0      | 4      | 122    | 137    |
| Totale            | .333      | 3       | 1       | 0       | 2       | 75      | 59      | 3            | 1            | 0            | 2            | 47           | 78           | 6      | 2      | 0      | 4      | 122    | 137    |

## Femminile

### Naisten Vaahteraliiga 2023

#### Stagione regolare
| Turku 6 maggio 2023, ore 17:30 1ª giornata | Turku Trojans | 25 – 6 (0-0 13-0 6-0 6-6) referto | Helsinki Wolverines | Yläkenttä (160 spett.)\| Arbitro: \| M. Makarainen \| |
| Arbitro:                                   | M. Makarainen |                                   |                     |                                                       |

| Turku 14 maggio 2023, ore 13:00 2ª giornata | Turku Trojans | 22 – 14 (0-8 6-0 8-6 8-0) referto | Tampere Saints | Yläkenttä (13 spett.)\| Arbitro: \| T. Lindroos \| |
| Arbitro:                                    | T. Lindroos   |                                   |                |                                                    |

| Turku 4 giugno 2023, ore 12:00 3ª giornata | Turku Trojans  | 48 – 28 (22-7 13-0 13-7 0-14) referto | Oulu Northern Lights | Yläkenttä (155 spett.)\| Arbitro: \| J. Kalliokoski \| |
| Arbitro:                                   | J. Kalliokoski |                                       |                      |                                                        |

| Helsinki 18 giugno 2023, ore 18:00 5ª giornata | Helsinki Wolverines | 14 – 23 (6-7 0-8 2-0 6-8) referto | Turku Trojans | Velodromo di Helsinki\| Arbitro: \| J. Kalliokoski \| |
| Arbitro:                                       | J. Kalliokoski      |                                   |               |                                                       |

| Tampere 8 luglio 2023, ore 18:00 7ª giornata | Tampere Saints | 15 – 26 (8-7 7-7 0-6 0-6) referto | Turku Trojans | Pyynikin urheilukenttä (191 spett.)\| Arbitro: \| K. Lahtinen \| |
| Arbitro:                                     | K. Lahtinen    |                                   |               |                                                                  |

| Oulu 15 luglio 2023, ore 13:00 8ª giornata | Oulu Northern Lights | 10 – 39 (0-14 7-13 0-12 3-0) referto | Turku Trojans | Castrenin urheilukeskus (103 spett.)\| Arbitro: \| M. Immonen \| |
| Arbitro:                                   | M. Immonen           |                                      |               |                                                                  |

#### Playoff
| Turku 4 agosto 2023, ore 19:00 Semifinale | Turku Trojans | 33 – 18 (13-6 6-6 7-0 7-6) referto | Oulu Northern Lights | Yläkenttä (150 spett.)\| Arbitro: \| J. Lehtinen \| |
| Arbitro:                                  | J. Lehtinen   |                                    |                      |                                                     |

| Arbitri: | T. Julkunen K. Voutilainen A. Kivikataja P. Vierikko M. Saarijarvi |

|                                                                               |           |                                                    |
| Jansen 0':00" Q4 (TD) 7yd pass from Kaszas Partanen Q4 (tpc) pass from Kaszas | Marcatori | Kuusinen 0':53" Q4 (TD) 11yd run Kuusinen Q4 (pat) |

### Statistiche di squadra
| Competizione      | %Vittorie | In casa | In casa | In casa | In casa | In casa | In casa | In trasferta | In trasferta | In trasferta | In trasferta | In trasferta | In trasferta | Totale | Totale | Totale | Totale | Totale | Totale |
| Competizione      | %Vittorie | G       | V       | N       | P       | Pf      | Ps      | G            | V            | N            | P            | Pf           | Ps           | G      | V      | N      | P      | Pf     | Ps     |
| ----------------- | --------- | ------- | ------- | ------- | ------- | ------- | ------- | ------------ | ------------ | ------------ | ------------ | ------------ | ------------ | ------ | ------ | ------ | ------ | ------ | ------ |
| Stagione regolare | 1.000     | 3       | 3       | 0       | 0       | 95      | 48      | 3            | 3            | 0            | 0            | 88           | 39           | 6      | 6      | 0      | 0      | 183    | 87     |
| Playoff           | 1.000     | 2       | 2       | 0       | 0       | 41      | 25      | 0            | 0            | 0            | 0            | 0            | 0            | 2      | 2      | 0      | 0      | 41     | 25     |
| Totale            | 1.000     | 5       | 5       | 0       | 0       | 136     | 73      | 3            | 3            | 0            | 0            | 88           | 39           | 8      | 8      | 0      | 0      | 224    | 112    |

### Statistiche personali

#### Marcatrici
| Giocatore    | Ruolo | TD rush | TD recv | TD int | TD p.ret | TD k.ret | TD oth | Xp1 | Xp2 | FG | Saf | Totale |
| ------------ | ----- | ------- | ------- | ------ | -------- | -------- | ------ | --- | --- | -- | --- | ------ |
| Partanen     |       | 0       | 7+2     | 0      | 0        | 0        | 0      | 0   | 6+1 | 0  | 0   | 68     |
| Jansen       |       | 0       | 5+2     | 0      | 0        | 0        | 0      | 0   | 0   | 0  | 0   | 42     |
| Nirhamo      |       | 0       | 5+2     | 0      | 0        | 0        | 0      | 0   | 0   | 0  | 0   | 42     |
| Väisänen     |       | 3       | 0       | 0      | 0        | 1        | 0      | 0   | 0   | 0  | 0   | 24     |
| Kaszas       |       | 2       | 0       | 0      | 0        | 0        | 0      | 0   | 0   | 0  | 0   | 12     |
| Olmedo Giler |       | 2       | 0       | 0      | 0        | 0        | 0      | 0   | 0   | 0  | 0   | 12     |
| E. Ropanen   |       | 0       | 0       | 0      | 0        | 0        | 0      | 9+3 | 0   | 0  | 0   | 12     |
| Berndtsson   |       | 1       | 0       | 0      | 0        | 0        | 0      | 0   | 0   | 0  | 0   | 6      |
| H. Ropanen   |       | 0       | 0       | 1      | 0        | 0        | 0      | 0   | 0   | 0  | 0   | 6      |

#### Passer rating
| Giocatore | G   | Att    | Comp  | Int | Yds     | TD   | NFL    | NCAA   |
| --------- | --- | ------ | ----- | --- | ------- | ---- | ------ | ------ |
| Kaszas    | 6+2 | 136+70 | 87+37 | 4+3 | 981+392 | 17+6 | 103,07 | 146,23 |
| Sulin     | 1+1 | 2+1    | 0+0   | 1+0 | 0+0     | 0+0  |        |        |